# Władysław Komar
Władysław Komar (Kaunas, 1940. április 11. – 1998. augusztus 17.) olimpiai bajnok lengyel atléta, súlylökő.
Három olimpián vett részt. 1964-ben kilencedik, majd 1968-ban hatodik lett a súlylökés számában. Az 1972-es müncheni olimpián aranyérmes lett. Komar mindössze egy centiméterrel ért el jobb eredményt a szám döntőjében, mint az ezüstérmes George Woods.
Komar filmszínész is volt. Többek közt szerepelt Roman Polański 1986-os Kalózok című filmjében is.
1998. augusztus 17-én Ostromice közelében halálos autóbalesetet szenvedett. A balesetben életét vesztette a vele együtt utazó Tadeusz Ślusarski is. Tadeusz rúdugró volt, sportjában szintén olimpiai bajnok.